# Hainbach (Main)
Der Hainbach ist ein knapp 7 km langer, linker und südlicher Zufluss des Mains in Hessen nahe Offenbach.

## Geographie

### Verlauf
Der Hainbach entspringt westlich der Dietzenbacher Straße in der Flur Am schwarzen Baum. Seinen weiteren Verlauf nimmt der Hainbach durch den Offenbacher Stadtwald nach Offenbach-Tempelsee. Auf Offenbacher Stadtgebiet ist der Hainbach kanalisiert und wird in den Main geleitet. Vor dem Hainbachtal vereinigt sich der Hainbach mit dem Wildhofsbach, einem kleineren Bach, der aus Richtung Heusenstamm kommt.

### Einzugsgebiet
Das 12,96 km² große Einzugsgebiet des Hainbachs liegt in der Untermainebene und wird über den Main und den Rhein zur Nordsee entwässert.
Es grenzt
- im Nordosten an das des Kuhmühlgrabens
- im Osten und Süden an das der Bieber, die in die Rodau mündet
- im Südwesten an das des Königsbachs
- und im Nordwesten an das des Bachs vom Buchrainweiher.

Alle Nachbargewässer münden entweder indirekt (Bieber) oder aber direkt (alle anderen) in den Main.
Die höchste Erhebung ist der Hohe Berg mit 159 m ü. NHN ganz im Süden des Einzugsgebietes.
Am Oberlauf ist das Einzugsgebiet vorwiegend bewaldet, der übrige Bereich liegt im Siedlungsgebiet von Offenbach.

### Zuflüsse
- Wildhofsbach (links)
- Bach von Gravenbruch (links)

## Natur und Umwelt

### Fauna
An Singvogelarten kommen als Brutvögel der Zaunkönig, die Heckenbraunelle und das Rotkehlchen und, dort wo Weichholzarten gedeihen, auch der Kleinspecht.

### Renaturierung
Im Jahr 2007 wurde die Kanalisierung des Bachs bis zum Spessartring wieder entfernt und der Hainbach verläuft auf ca. 700 Metern weitestgehend wieder in seinem ursprünglichen Flussbett. Weitere Renaturierungsmaßnahmen sind in Planung. Zudem wurden Überschwemmungsflächen geschaffen. 